# Wernerův dům (Pardubice)
Wernerův dům je renesanční dům v centru Pardubic, na nároží Pernštýnského náměstí a Bartolomějské ulice (č. p. 116).

## Historie
V 16. století byl první radnicí Pardubic nárožní třípodlažní renesanční dům č. p. 116, který je orientovaný z čelní strany do severní části náměstí a který je dnes zvaný Wernerův. Nejvýznačnějším vlastníkem domu byl obchodník a koželuh, v letech 1879–1888 starosta, Leopold Werner, jenž hostil taktéž skladatele Antonína Dvořáka, Marii Gebauerovou či Jana Gebauera. Z rodu Wernerova taktéž pochází malíř a grafik Ludvík Vacátko, proslavený především díly s tematikou koní.
Roku 1909 byla obnovena malba tří postav školy Lucase Cranacha v opěrném oblouku, tzv. prampouchu, nad ulicí Bartolomějskou. Zadní trakt domu je ukončen patrovu budovou v pseudorenesančním stylu, která měla hlavní vstup původně z Wernerova náměstí. V roce 1964 se stal dům součástí památkové rezervace. Dům byl pod tlakem darován státu. Část Wernerova rodu odešla do Spojených států. Budova byla nákladně rekonstruována v 70. letech 20. století a nově byla doplněna interiéry socialistického bydlení pro zaměstnance památkového ústavu.